# Clara-Stachelnasenbeutler

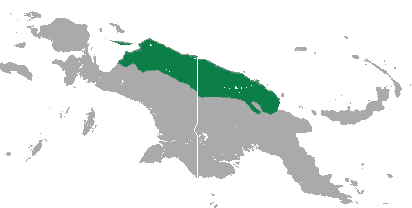
Das Verbreitungsgebiet des Clara-Stachelnasenbeutlers

Der Clara-Stachelnasenbeutler (Echymipera clara) ist eine Beuteltierart, die im nördlichen Neuguinea sowie auf der Insel Yapen vorkommt.
Die Art ist nach Clara Stein, der Frau des Erstbeschreibers Georg H. W. Stein, benannt.

## Merkmale
Der Clara-Stachelnasenbeutler erreicht eine Kopfrumpflänge von 27 bis 41 cm, hat einen 8 bis 10,5 cm langen Schwanz und erreicht ein Gewicht von 0,82 bis 1,7 kg. Es gibt einen starken Sexualdimorphismus und Männchen können etwa 50 % schwerer werden als die Weibchen. Sie haben massigere Schädel mit einem gut entwickelten Scheitelkamm, sehr lange Eckzähne und kräftigere Prämolaren. Das Bauchfell der Männchen ist lachsfarben, das der Weibchen weißlich. Das Rückenfell beider Geschlechter ist dunkel und ungemustert und weniger borstig als bei anderen Stachelnasenbeutlerarten. Die Sohlen der Hinterpfoten sind schwarz. Bei einigen Exemplaren sind die Lippen und die Haare unmittelbar darüber oder darunter weiß.

## Lebensraum und Lebensweise
Der Clara-Stachelnasenbeutler lebt in großen, ungestörten Primäregenwäldern in Höhen von 300 bis 1700 Metern. Einige Exemplare wurde jedoch auch in Sekundärwäldern oder in Gärten gefangen. Die Tiere sind nachtaktiv und verbringen den Tag in Nestern unter der Laubschicht, unter großen Moospolstern oder anderen den Waldboden bedeckenden Materialien. Wie andere Nasenbeutler sind sie wahrscheinlich Allesfresser, aber bisher wurden nur Feigen und die Früchte der Schraubenbäume mit Sicherheit als Bestandteile ihrer Ernährung festgestellt. Die Weibchen haben sechs Zitzen im Beutel. Weibchen, die ein oder zwei Jungtiere im Beutel trugen, wurden in den Monaten Januar und Juli gefangen.

## Gefährdung
Die IUCN listet den Clara-Stachelnasenbeutler als ungefährdet (Least Concern). Das Verbreitungsgebiet ist groß und umfasst auch wenig vom Menschen besiedelte Gebiete. Außerdem kommen die Tiere in einigen Schutzgebieten vor.

## Belege
1. ↑  Beolens, Watkins & Grayson: The Eponym Dictionary of Mammals. JHU Press, 2009, ISBN 978-0-8018-9304-9, S. 392 (Stein).
2. 1 2  Christopher Dickman: Family Peramelidae (Bandicoots and Echymiperas). in Don E. Wilson, Russell A. Mittermeier: Handbook of the Mammals of the World – Volume 5. Monotremes and Marsupials. Lynx Editions, 2015, ISBN 978-84-96553-99-6, Seite 395.
3. ↑  Echymipera clara in der Roten Liste gefährdeter Arten der IUCN 2016. Eingestellt von: Leary, T., Wright, D., Hamilton, S., Singadan, R., Menzies, J., Bonaccorso, F., Salas, L., Seri, L., Dickman, C., Helgen, K. & Aplin, K., 2016. Abgerufen am 2. September 2018.